# Lima (stacja metra w Mediolanie)
Lima – stacja metra w Mediolanie, na linii M1. Znajduje się na piazza Lima, w Mediolanie i zlokalizowana jest pomiędzy stacjami Loreto a Porta Venezia. Została otwarta w 1964.